# Dictyopharidae
Dictyopharidae är en familj av insekter. Dictyopharidae ingår i överfamiljen Fulgoroidea, ordningen halvvingar, klassen egentliga insekter, fylumet leddjur och riket djur. Enligt Catalogue of Life omfattar familjen Dictyopharidae 703 arter. 

## Dottertaxa till Dictyopharidae, i alfabetisk ordning[1]
- Acinaca
- Aethiocera
- Afronersia
- Almana
- Almanetta
- Aluntia
- Amboina
- Aridia
- Arjuna
- Aselgeia
- Aselgeoides
- Austrorgerius
- Awaramada
- Bananellodes
- Brachytaosa
- Bursinia
- Callodictya
- Capena
- Capenopsis
- Centromeria
- Centromeriana
- Chanithus
- Chiltana
- Chondrodera
- Cixiopsis
- Cladodiptera
- Cleotyche
- Cnodalum
- Codon
- Colobocus
- Coppa
- Coppidius
- Crocodictya
- Daploce
- Daridna
- Deserta
- Diacira
- Diasphax
- Dichoptera
- Dictyomorpha
- Dictyophara
- Dictyopharina
- Dictyopharoides
- Digitocrista
- Dorimargus
- Doryphorina
- Dorysarthrus
- Electryone
- Ellipoma
- Elysiaca
- Engela
- Eudictya
- Euhiracia
- Fernandea
- Gilgitia
- Hasta
- Haumavarga
- Hyalodictyon
- Hydriena
- Igava
- Indrival
- Intandela
- Iphicara
- Issomimus
- Kumlika
- Lagoana
- Lappida
- Litocras
- Loxophora
- Lyncides
- Macronaso
- Mahanorona
- Malogava
- Megadictya
- Melicharoptera
- Menenches
- Mesorgerius
- Metaurus
- Miasa
- Mitrops
- Neodictya
- Neodictyophara
- Neomiasa
- Neommatissus
- Neoputala
- Nersia
- Nesolyncides
- Nymphorgerius
- Orgamara
- Orgamarella
- Orgerius
- Orodictya
- Orthopagus
- Ototettix
- Padanda
- Paradictya
- Parahasta
- Paralappida
- Paranagnia
- Parorgerioides
- Parorgerius
- Phaenodictyon
- Pharodictyon
- Philotheria
- Phyllorgerius
- Phylloscelis
- Pibrocha
- Pippax
- Plegmatoptera
- Protachilus
- Protolepta
- Pseudophanella
- Pteroplegma
- Putala
- Raivuna
- Ranissus
- Raphiophora
- Repetekia
- Retiala
- Rhaba
- Rhynchomitra
- Risius
- Saigona
- Scirtophaca
- Scolops
- Sicoris
- Sicorisia
- Sinodictya
- Spathocranus
- Sphenocratus
- Stephanorgerius
- Strongylodemas
- Tachorga
- Taosa
- Tecmar
- Tenguella
- Tenguna
- Thanatodictya
- Ticida
- Tigrahauda
- Tilimontia
- Timodema
- Timonidia
- Togaphora
- Toropa
- Trigava
- Trimedia
- Tropidophara
- Tylacra
- Viridophara
- Yucanda
- Zaputala
- Zedochir